# Adelpha zea
Adelpha zea is een vlinder uit de onderfamilie Limenitidinae van de familie Nymphalidae. De wetenschappelijke naam van de soort werd als Heterochroa zea in 1850 gepubliceerd door William Chapman Hewitson.